# Поход Юрия Долгорукого на Киев (1151)
Поход Юрия Долгорукого на Киев (1151) — попытка Юрия Владимировича (Долгорукого), князя суздальского, в ходе междоусобной войны за Киев занять престижный киевский великокняжеский престол после заключения соглашения о совместном киевском княжении его брата Вячеслава Владимировича и племянника великого князя киевского Изяслава Мстиславича. Решающее сражение произошло на Перепетовом поле, в результате которого Изяслав окончательно утвердился на киевском престоле. Битва произошла 19 (или 26) мая 1151 года на берегах речек Рут (ныне Протока — левый приток Роси) и Рутец (правый приток Протоки) где-то в окрестностях современного посёлка Гребёнки (Васильковский район Киевская область).
С 1146 года «золотой киевский стол» поочерёдно неоднократно занимали то Изяслав, то Юрий. Кульминационным моментом войны за Киев стала битва на Перепетовом поле в мае 1151 года. Изяслав переиграл Юрия стратегически. Оторвавшись от преследования союзника Юрия Владимира Галицкого, он без боя захватил Киев. При этом Изяслав обеспечил себе помощь киевских дружинников, ополчения и чёрных клобуков. Затем, собрав превосходящие силы, навязал противнику решительное сражение на поле, ограниченном почти со всех сторон реками, болотистой местностью и «змиевыми валами», что привело Юрия к катастрофическому разгрому. В непродолжительном, но ожесточённом бою был решён исход войны за престижное киевское княжение.

## Краткая хронология предшествующих событий
После смерти в 1132 году великого князя киевского Мстислава Владимировича (сына Владимира Мономаха), все княжества Руси вышли из повиновения Киеву. Князья суверенных государств-княжеств занялись «устроением своих земель», что привело к длительным кровопролитным войнам за расширение земельных владений. Владения князей дробились между их сыновьями, в результате чего княжества мельчали и слабели. В результате междоусобиц столица Древней Руси — Киев — превратилась в столицу одного из княжеств и находилась почти в равных условиях с центрами таких княжеств как Галицкое, Черниговское, Владимирское, Новгородское, Смоленское. Киев от городов-центров этих княжеств отличался лишь исторической славой и положением церковного центра всех Русских земель.
После смерти в 1146 году князя Всеволода Ольговича киевский престол занял его брат Игорь Ольгович. В августе 1146 года под Киевом у Надова озера Изяслав Мстиславич разбил войска Ольговичей и Давыдовичей и стал великим князем киевским. Игорь Ольгович был пленён и пострижен в монахи, а в сентябре 1147 года — казнён в Киеве по приговору вече. 24 июля 1149 года Юрий с войском выступил в поход на Киев. 23 августа произошло Сражение под Переяславлем, которое закончилось полной победой Юрия. 28 августа Юрий Владимирович вступил в Киев и занял киевский престол. По свидетельству киевского летописца «Гюрги же поеха у Киев, и множество народа выде противу ему с радостью великою, и седе на столе отца своего, хваля и славя Бога». Очередное столкновение между Изяславом и Юрием, произошедшее под Луцком зимой 1149 — весной 1150 года, не выявило победителя. В Пересопнице было заключено перемирие.
В начале лета 1150 года состоялся поход Изяслава Мстиславича с венгерской помощью и чёрными клобуками на Киев. Не имея возможности защищать Киев, Юрий бежал. Так завершилось первое киевское княжение Юрия Долгорукого, продолжавшееся менее года, а Изяслав вернул себе «киевский стол», вокняжившись во второй раз. Договорившись с черниговскими князьями и с князем галицким Владимирком Володаревичем о совместных действиях, в конце августа (или в начале сентября) 1150 года Юрий подступил к Киеву и вошёл в город. Киевляне с готовностью приняли его, опасаясь вступления союзника Юрия — Владимирко Галицкого, жестокость которого и крутой нрав были хорошо им известны. Началось второе киевское княжение Юрия Долгорукого. Во второй половине февраля (или в начале марта) 1151 года Изяслав с венгерскими союзниками вновь выступил в поход на Киев. Защищать город Юрий не решился. Как и год назад, князь бежал, бросив дружину. Второе киевское княжение Юрия Долгорукого оказалось короче первого и продолжалось менее полугода.

## Киевский дуумвират
После занятия Киева Изяслав Мстиславич выполнил договор и обещание, о которых они договорились с дядей Вячеславом Владимировичем ещё летом 1150 года. Вячеслав был на тот момент старейшим среди мономашичей и имел лествичное право занимать киевский престол. Провозглашение Вячеслава киевским князем должно было лишить Юрия законных прав на княжение в Киеве. Условия, на которых Вячеслав принял киевское княжение, были заранее оговорены князьями. Уже на следующий день Вячеслав обратился к племяннику и предложил ему взять на себя всю полноту реальной власти, признавая, что ему эта власть не под силу. Оба князя обосновались в Киеве: Вячеслав в центре города, Изяслав — в пригородной княжеской резиденции. Такая формальная политическая комбинация противостояла притязаниям на Киев Юрия Долгорукого. Это был первый киевский дуумвират.

## Форсирование Днепра и столкновение на Лыбеди
Юрий готовился к новой войне. Черниговские князья прибыли в Городец Остёрский в 20-х числах апреля 1151 года. Из Городца князья двинулись к Киеву и остановились на левом низменном берегу Днепра. Сюда же подошли и половцы во главе с Севенчем. Юрий попытался форсировать Днепр. Оба войска использовали лодки-насады. Изяслав оборудовал свои ладьи ещё и вторыми палубами, на которых располагались абордажники и стрелки-лучники. Кроме этого на каждую ладью были посажены по два кормчих — один на носу, а другой на корме, и теперь лодку можно было, не разворачивая, направлять в любую сторону. Юрий и его союзники ничего не могли противопоставить обновлённой речной флотилии Изяслава.
Вторая попытка переправиться через Днепр у Витачовского брода также оказалась безуспешной. Тогда часть войска Юрия вместе с половцами скрытно спустилась ещё ниже по течению Днепра к Зарубскому броду, расположенному почти напротив Переяславля. Небольшое сторожевое охранение Заруба не оказало должного сопротивления и бежало к Изяславу Мстиславичу. Затем Юрий с основными силами подошёл к Зарубу и тоже переправился через Днепр. Изяслав с основными силами отступил к Киеву и расположился по внешнему кольцу укреплений, окружив город со всех сторон несколькими сплошными оборонительными кольцами. По замыслу Изяслава Юрий с союзниками, натолкнувшись на такую силу, неизбежно должен был отступить от Киева; тогда-то и надо будет нанести по нему решительный удар.
Юрий с союзниками расположились у Лыбеди. Наступление Юрьева войска развернулось не по всей линии фронта, а лишь на отдельных участках, на некоторых из них войска смогли переправиться через Лыбедь. Однако развить успех ему не удалось. Изяслав перестроил свои войска и отразил натиск, а затем всеми силами обрушился на переправившиеся через Лыбедь вражеские полки. Битва продолжалась до вечера. Войско Юрия удара не выдержало. В этой схватке погиб половецкий хан Севенч Бонякович. Битва за Киев на Лыбеди завершилась. В летописи не указаны точные даты событий, но называются дни недели. Битва на Лыбеди состоялась в понедельник. Во вторник Изяслав вместе с братом Ростиславом и Вячеславом Владимировичем выступил из Киева.

## Сражение на реке Рут

#### Ход событий накануне сражения

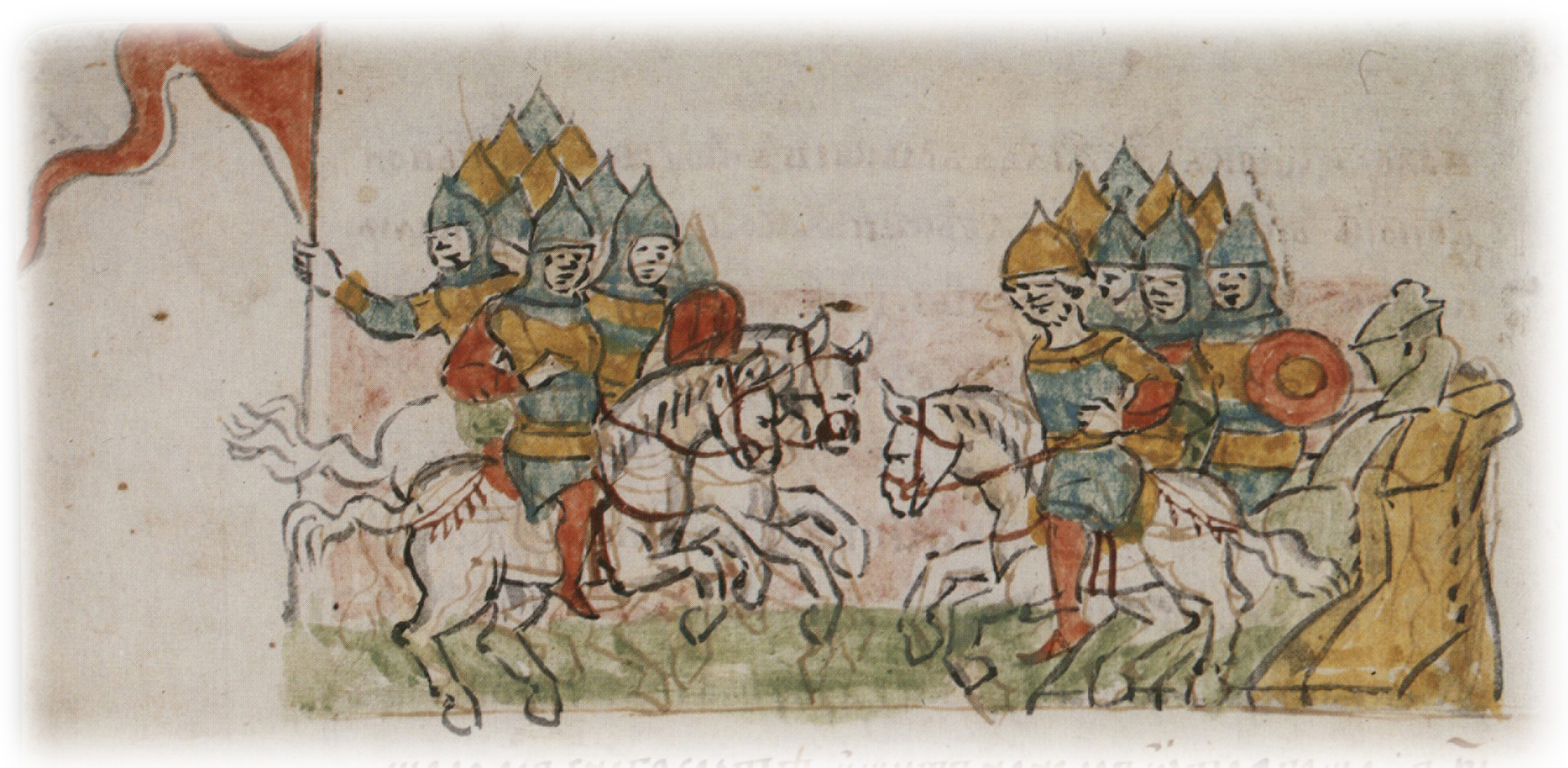
Противостояние войск Юрия Долгорукого и Изяслава Мстиславича перед битвой на Руте.

После неудачной битвы на Лыбеди Юрий направился к Белгороду. Он стремился выждать время, чтобы соединиться со своим союзником Владимирком Галицким и продолжить войну. Белгородцы не открыли Юрию ворота, сохранив верность Мстиславичам и приготовились к осаде. Город хорошо был укреплён, и Юрий не стал пытаться брать его силой. Тогда он перешёл Стугну в районе Василёва, Змиевы валы, затем Малый Рут (Рутец).
Изяслав  знал о приближении Владимирка. Теперь ему надо было не допустить объединения своих врагов. В среду Изяслав подошёл к Василёву. Здесь он получил известие, что многочисленное венгерское войско, посланное королём Гезой на помощь Изяславу, уже миновало Карпаты. На ночь изяславцы остановились перед Змиевым валом у Перепетова поля. Юрий в ночь со среды на четверг сделал переход до речки Узки (или Узинь), возможно для того, чтобы накормить лошадей на «превосходных пастбищах», так как всё его войско состояло из конницы. В четверг Изяслав перешёл вал и вступил на Перепетово поле. Четверг прошёл в переговорах о перемирии; полки, не вступив в битву, простояли до вечера.
С наступлением темноты Юрий от речки Узки перешёл за Рут (Великий Рут) южнее рутского озера (место впадения Рутца в Рут) и остановился. В пятницу на рассвете Изяслав двинул свои полки против Юрия. Он торопился, так как получил сведения о том, что Владимирко Галицкий уже близок. По той же самой причине Юрий тянул время с началом сражения. Обе рати расположились на противоположных берегах озера, образованного рекою. Полки Изяслава утром находились на восточном берегу рутского озера (ныне здесь располагается село Саливонки), а Юрия — на противоположном. Затем Юрий между двумя озёрами (ме́ньшим и бо́льшим) перешёл с правого берега Рутца на левый. Изяслав, преследуя Юрия, перешёл с левого берега Рута на правый, подошёл к Рутцу и расположился на ночлег на южной стороне ме́ньшего рутецкого озера. Напротив, с северной стороны того же озера, располагался Юрий. Их разделяло расстояние чуть больше «одного стрелища» (полёта стрелы).

#### Сражение

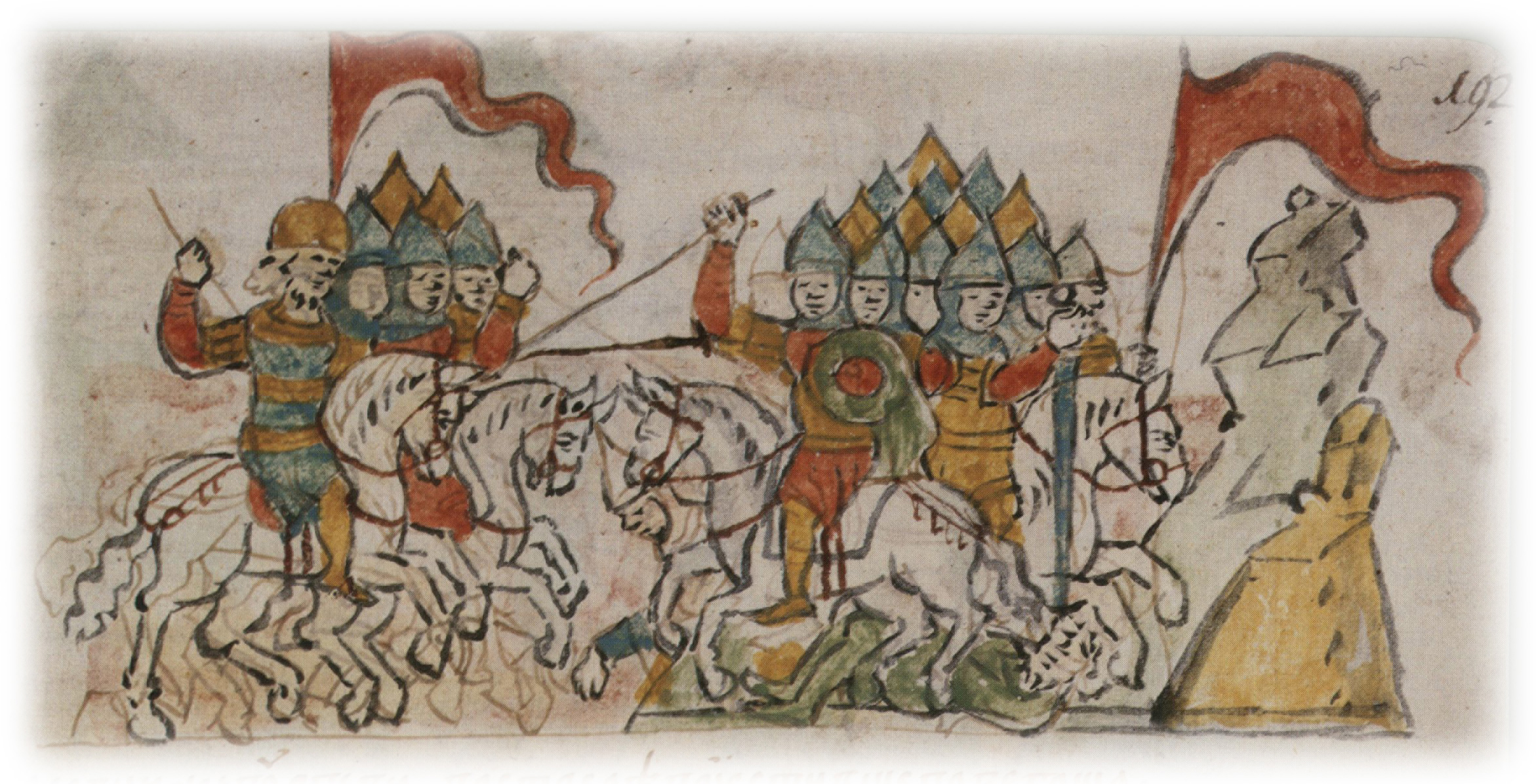
Сражение главных сил Юрия Долгорукого и Изяслава Мстиславича на Руте; ранение князя Изяслава.

В субботу на рассвете оба войска были готовы к битве. Однако Юрий лишь изображал готовность биться, вовсе не желая начинать сражение без Владимирка Галицкого. Он ещё раз попытался уклониться от битвы. Со своими сыновьями, а также Владимиром Давыдовичем, Святославом Ольговичем, Святославом Всеволодовичем и половцами, он двинулся к верховьям Рутца в сторону сегодняшнего села Винницкие Ставы (Средняя Слобода). От верховьев Рутца Юрий повернул полки к Руту по направлению к селу Пинчуки; он хотел зайти за Рут и здесь подождать Владимирка. Но осуществить этот манёвр ему не удалось, и сражение стало неизбежным. Видя, что Юрий поворачивает от них, Изяслав пустил вдогонку легковооружённую конницу чёрных клобуков. Те обрушились на арьергард отступающего войска. Конница стала наезжать на задние полки и захватывать обоз. Видя, что за Рут перейти не удаётся, Юрий Долгорукий повернул войско и принял бой.
Первым из Юрьева войска в сражение вступил князь Андрей Юрьевич. Летописец особо отмечает его распорядительность и личное мужество. Под князем был ранен конь, шлем упал с него, и щит на нём оборвался, но «Божьем заступлением и молитвою родитель своих» князь Андрей остался цел. В начале битвы был убит черниговский князь Владимир Давыдович. Его смерть тяжело подействовала на черниговских союзников Юрия и расстроила их военные порядки. Князь Изяслав Мстиславич не уступал Андрею в личной отваге, рассудительности и умению расположить войско и выбрать направление удара. Изяслав был ранен в руку и бедро и упал с коня. Он так и не смог закончить сражения и остался лежать на поле боя среди раненых. Первыми из Юрьева войска побежали половцы. За половцами последовали черниговские Ольговичи, а за ними и сам Юрий со своими сыновьями. Бегство оказалось очень тяжелым. Войско Юрия попало в труднопроходимую болотистую местность. При переправе через Рут многие утонули. Изяслав едва не погиб от своих же, когда сражение уже закончилось. Киевляне не сразу узнали своего князя и приняли его за врага. Весть о том, что князь нашёлся и жив, разнеслась по полю брани. Победа Изяслава была полной.

## Последствия
Вместе с сыновьями Юрий бежал к Триполью, здесь в ладье переправился через Днепр и поспешил в Переяславль. Изяслав и Ростислав Мстиславичи и Вячеслав Владимирович, покинув поле боя, вернулись в Киев. Ростислав вскоре отправился в свой Смоленск, а Изяслав и Вячеслав начали готовиться к походу на Переяславль. Понимая, что именно сейчас Юрий как никогда слаб, Изяслав не хотел упустить возможность добить его и лишить всякой возможности продолжать военные действия на юге и навсегда отправить его в своё Суздальское княжество. Владимирко Галицкий, идя на помощь своему союзнику и свату, находился у Бужска, когда получил известие о поражении Юрия на Руте. Он принял решение возвращаться домой. В это время ему стало известно о том, что венгерское войско вместе с князем Мстиславом Изяславичем идёт на соединение с Изяславом. Владимирко со своим полком разбил войско венгров, когда те были на привале у Сапогыня. Большая часть венгерских воинов была перебита. Мстиславу с русской дружиной удалось уйти в Луцк.
В середине июля полки Изяслава Мстиславича и Вячеслава Владимировича двинулись к Переяславлю. Вместе с ними шёл младший брат Изяслава Святополк и союзные берендеи. В течение двух дней полки Изяслава Мстиславича пытались овладеть Переяславлем, но не могли взять город. Решающий штурм произошёл на третий день 17 июля. Потери защитников города оказались ощутимыми. Удержать город Юрий был не в состоянии. Вячеслав и Изяслав направили к нему послов с предложением мира. Князья готовы были оставить Переяславль, но не за Юрием, а за его сыном; самому же Юрию предлагалось навсегда покинуть Южную Русь, отказаться от союза с Ольговичами и половцами, которых он из года в год наводил на Русь. Юрий вынужден был принять предложенные условия капитуляции. Юрий выговорил отсрочку отъезда для посещения своего Городца до конца этого месяца. Вячеслав с Изяславом ушли в Киев, а Юрий  — в Городец Остерский, оставив на княжении в Переяславле своего сына Глеба. Старший сын Юрия Андрей покинул отца и ушёл в Суздальскую землю один. Юрий же нарушил условия заключенного договора и задержался в Городце дольше оговоренного срока. В августе (или сентябре) того же 1151 года Изяслав собрал войско и двинулся на Городец Остерский. Юрий в очередной раз переоценил собственные силы и капитулировал перед превосходящими силами противника. Это было ещё одно его поражение в войне с Изяславом.
Юрий признал киевский дуумвират племянника Изяслава и брата Вячеслава, выступающих как единое целое, и отказался от всяких прав на киевский престол, а также подтвердил отказ от союза со Святославом Ольговичем. После городецких событий Юрий окончательно утратил остатки своего влияния на юге Руси и лишился даже того, что было ему оставлено по условиям переяславского договора — он лишался Переяславля. Переяславль Изяслав забрал себе и посадил в него княжить старшего сына Мстислава. Городец Остерский был передан сыну Юрия — Глебу.
Оставив в городе сына Глеба, Юрий направился в Суздаль. По пути он заехал в Новгород-Северский к старому союзнику Святославу Ольговичу. Из Новгорода-Северского через Вятичскую землю Юрий поехал в свой Суздаль. В следующем 1152 году Изяслав сжёг Городец, все жители были захвачены в плен и выведены на новые поселения, а крепость полностью разрушена. Тем самым Изяслав полностью вытеснил Юрия из Южной Руси.

## Дата и локализация места сражения на Руте
Локализацией места сражения на Перепетовом поле занимался историк М. А. Андриевский. Одним из основных источников для исследования послужили «Сказания» Л. И. Похилевича. Река «Ротъ», то же, что и «Рутъ», упоминается в Ипатьевской и в Лаврентьевской летописях. Именуется река в летописях в мужском роде и только в виде исключения принимает форму женского рода — «Руть». Н. М. Карамзин поясняет: «Рутъ — ныне Ротокъ»; у Л. И. Похилевича и у П. П. Семёнова в Географическо-статистическом словаре Российской Империи — «Ротокъ»; в «Привилегии» Сигизмунда III жителям Белой Церкви — «Рутекъ» (по-польски); на военно-топографической карте (ВТК) И. А. Стрельбицкого — «Протока». Река Чернявка (по ВТК) соответствует Рутцу (или малому Руту). При слиянии Чернявки (Рутца) с Рутом образуется разветвляющееся большое озеро, упоминаемое в летописях. Другое меньшее озерцо находится по течению Рутца в километре к западу от большого. В летописи сказано, что местность реки Роток с притоками была болотиста («грязокъ»). Под 1151 годом упоминаются Рут, Рутец и рутское озеро по поводу отступления Юрия Долгорукого, потерпевшего неудачу на реке Лыбедь под Киевом, навстречу Владимирку Галицкому.
Сражение произошло вероятно 19 (или 26) мая 1151 года в междуречье Рутца и Рута в окрестностях современного посёлка Гребёнки, на местности между сегодняшними сёлами Винницкие Ставы и Пинчуки.

## Эпилог
После неудачного похода на Киев в 1151 году Юрием Долгоруким были предприняты ещё две попытки утвердиться на киевском престоле. Первую Юрий попытался осуществить летом 1154 года. Едва войско дошло до реки Жиздры (левый приток Оки), как начался массовый падёж лошадей — «и бысть мор в коних, во всех воих его, ако же не был николиже». Не доходя до Козельска войско вновь остановилось, поджидая союзников-половцев. Но половцы явились в таком малом количестве, что опереться на них в качестве основной военной силы не представлялось возможным и Юрий повернул назад к Суздалю.
Осенью 1154 года умер Изяслав Мстиславич. Старейший на тот момент представитель Мономашичей — князь Вячеслав Владимирович, престарелый, реальной силой не обладал и заключил союз с Ростиславом Мстиславичем смоленским. Смерть Изяслава повлекла за собой изменения в расстановке политических сил. Сын Юрия Долгорукого Глеб привёл в помощь отцу значительные половецкие отряды. В декабре 1154 года умер князь Вячеслав Владимирович. Система «дуумвирата», при которой старейшинство Вячеслава служило надёжным прикрытием реальной власти, была разрушена.
В конце декабря 1154 года (или в начале января 1155-го) Юрий Долгорукий с большой ратью выступил в путь на Киев. Ростислав Мстиславич признал старейшинство Юрия, а Изяслав Давыдович, захвативший Киев после смерти Вячеслава Владимировича, оказался в полной изоляции и лишился поддержки даже ближайших родственников. 20 марта 1155 года, в Вербное воскресенье, князь Юрий Владимирович Долгорукий вступил в Киев. Перед тем как войти в город, он «возблагодарил Бога, даровавшего ему златой киевский стол без войны и кровопролития». Его противники были разобщены и не имели сил противостоять ему.